# サンジャースレンギーン・ゾリク
サンジャースレンギーン・ゾリグ（モンゴル語: Санжаасүрэнгийн Зориг、ラテン文字転写の例：Sanjaasürengiin Zorig、1962年4月20日 - 1998年10月2日）は、モンゴル国の学者･政治家。モンゴル国立大学大学院生だった1989年末、東欧革命に呼応して始まった民主化運動に参加、リーダーとして頭角を現し、若くして有力な政治家となったが、1998年に暗殺された。

## 経歴・人物

### 生い立ち
1962年4月20日に父サンジャースレン、母ドルジパラムの三人兄妹の第二子として生まれる。長兄は日本の国立民族学博物館外国人研究員（客員）教授などを務めたサンジャースレンギーン・バヤラー（1959年生まれ）。後にゾリグの遺志を継ぎ、国民大会議代議員、外相となったサンジャースレンギーン・オユーンは妹である。父サンジャースレーンは医科大学の教授でブリヤート系である。母ドルジパラムは、父と結婚する前は、モンゴルでも知られた映画女優であった。母の父（ゾリグの祖父）アンドレイ・ドミトリエヴィチ・シムコフは、地理学者で、ロシアの地理学者、探検家であり、西夏のカラホト遺跡の発見者として知られるピョートル・コズロフの探検隊に加わりロシアからモンゴルに来たといわれている。この祖父は、モンゴル人民共和国の独裁者ホルローギーン・チョイバルサンが行った大粛清の犠牲になり、ドルジパラムは孤児となった。
1970年ゾリグはウランバートルの第23中等学校に入学する。この学校はウランバートル市内に設けられたロシア語学校のひとつであった。1980年から1985年までソ連に留学し、モスクワ大学で哲学を学ぶ。帰国後、1年間、モンゴル革命青年連盟で講師として勤務する。1986年モンゴル国立大学の講師となり、科学的共産主義を教える。
ゾリグは洗練されたチェスの選手でもあり、後にモンゴルチェス連盟会長になった 。1988年民主化を掲げ、反体制派の青年を糾合し「新世代」グループを設立した。

### 民主化運動
1989年から1990年にかけておきた、モンゴル民主化運動で大きな役割を演じた。ベルリンの壁崩壊からちょうど一ヵ月後の1989年12月10日、ゾリグの率いる約200人のグループは、市場経済導入と自由選挙を求める民主化デモを起こした。翌1990年1月、ゾリグらはウランバートルの中心にあるスフバートル広場で週末デモを開始する。デモは小規模なものであったが2月になり拡大していった。デモの拡大は群集と当局の間に緊張をはらむこととなった。群集と包囲する兵士との間に乱闘が起きたとき、ゾリグは友人の肩に乗り、マイクを持ち、群衆に対して平静を維持するように呼びかけた。ゾリグのこの行動によって流血の事態は避けられ、モンゴル人民革命党政権に「社会主義は堅持するが、対話はする」というところまで妥協させることになった。ゾリグの、友人の肩に乗り、1人でマイクを握り民衆に呼びかける姿は、モンゴル民主化の象徴となった 。1990年3月、ジャムビン・バトムンフ書記長、ドマーギン・ソドノム首相をはじめとするモンゴル人民革命党政治局は総辞職し、人民革命党による一党独裁体制は終焉した。

### 民主革命以後、政治家として
モンゴル民主連盟を結成し、議長就任。モンゴル民主党結成を主導。「大統領は40歳以上」とする1992年新憲法の規定から、大統領就任に意欲は見せなかった。
1990年6月、人民大会議（人民大フラル）代議員に当選する。1991年8月19日にソ連共産党保守派によるクーデターが起こると、直ちに国家非常事態委員会やソ連共産党保守派を非難する声明を出した。1992年には国民大会議（国民大フラル）代議員に当選し、1996年には再選された。最初は少数派に属していたが、第二期国民大会議では、政党連合民主同盟連合（モンゴル民主連合）に参加し、1921年のモンゴル人民共和国建国以来、はじめて非人民革命党政権の樹立に参画した。ゾリグは民主同盟連合政権の市場経済改革のペースに懐疑的であり、改革が公正ではなく、さらに多くの貧困を招くと考えるようになっていった。1998年社会資本整備大臣として入閣した。
その1998年は、モンゴルにとって政治的危機の一年といえる年であった。民主同盟連合による政権運営は急激な市場経済化政策の失敗と連合内の対立により混迷を極める。1998年4月23日、メンダサイハン・エンフサイハン首相は内閣総辞職に追い込まれた。後継首相には民主同盟連合のツァヒアギーン・エルベグドルジ国民大会議議長が就任した。エルベグドルジ首相は政権発足直後、国営の復興銀行を民間のゴロムト銀行に合併する決定を下した（政府決定第80号）。復興銀行には国会議長、首相を筆頭とする政府高官による融資斡旋行為や経営陣の資産乱費や背任容疑などがあった。また、合併の決定は国有財産および地方公共団体財産法や民法、銀行法に照らして違法であった（復興銀行合併問題）。人民革命党は政府決定に反発し、内閣不信任案が提出され、エルベグドルジ内閣は総辞職せざるを得なくなった。当時の大統領は、モンゴル人民革命党から1997年5月の大統領選挙で当選したナツァギーン・バガバンディであり、人民革命党の大統領と民主同盟連合の議会および政府はねじれ現象を生じていた。バガバンディ大統領は、国民大会議で多数を占める民主同盟連合が指名する首相候補を拒否し続けた。後継首相が決まらないまま、憲法が規定する首相選出期間を過ぎてしまった。各党による水面下の交渉が行われた結果、後任首相として社会資本整備相のゾリグを候補とすることで合意した。バガバンディ大統領も、ゾリグが首相候補であれば、承認したと言われる。10月5日月曜日に首相候補決定が発表される予定であった。

### 暗殺
1998年10月2日、ゾリグは殺害された。2人の暴漢はゾリグのアパルトマンに侵入するとブルガン夫人を縛り、ゾリグの帰宅を待った。ゾリグが帰宅するや否や、暴漢は彼に飛びかかり、16回も包丁でめった刺しに刺した。そのうち、心臓への刺し傷は3箇所に上った。奇妙なことに犯人はゾリグ邸を去るときに冷蔵庫の中から酢と醤油の瓶を1本ずつ持ち去っている。
凶行から4日後、スフバートル広場で約3万人の市民が集まり、追悼集会が行われた。彼等は手に手にろうそくを掲げ、徹夜でゾリグを追悼した。ゾリグの遺体は政府庁舎に安置され、10月7日埋葬された。首相候補に目されたゾリグが急死したことにより、政治的危機はさらに2ヶ月に渡って続いた。結局1998年12月、ウランバートル市長のジャンラヴィーン・ナランツァツラルトが首相に就任するまで政局は膠着状態にあった。
ゾリグの殺害は、現在に至るも、動機や犯人など不明なままである。ゾリグが首相候補となったことから、政権内部の情報に通じた何者かによって首相就任を防ぐために暗殺されたという政治的陰謀説が推測されるが、確たる証拠がない。ブルガン未亡人は、ゾリグ遭難時、浴室に縛られただけで生存したことから、警察当局は彼女を容疑者として短期間、捜査対象としたが、結局、立件は見送っている。ゾリグの妹オユーンは、ゾリグが首相に就任した場合、モンゴル政界に巣食う汚職や政治腐敗追放キャンペーンを実行する予定であったとして、これを嫌う一派により暗殺されたと主張している。

### 余波、影響

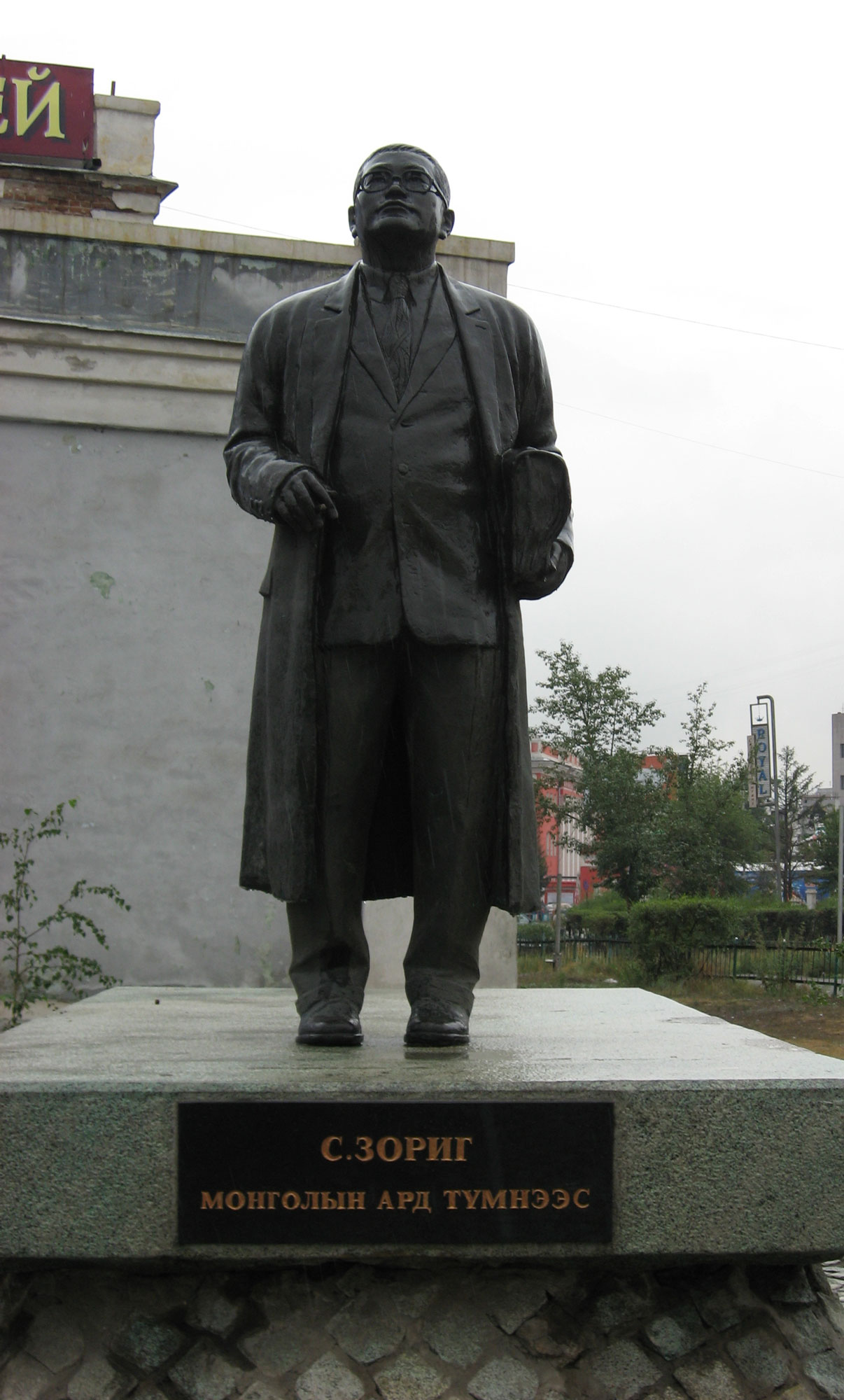
サンジャースレンギーン・ゾリグの像。台座には「С.ゾリグ　モンゴルの人民から」と書かれている。

事件後、妹のサンジャースレンギーン・オユーンは、ゾリグの遺志を継いで国民大会議総選挙に立候補し代議員に当選、政界入りした。オユーンは、後にモンゴル外相となり、新党市民の意志党（市民のゾリク党、モンゴル語: Иргэний Зориг нам、Irgenii Zorig Nam、現在の市民の意志・緑の党）を設立した。党名は兄の名「ゾリグ」とモンゴル語の意志「ゾリグ」をかけている。
死後、ゾリグを追悼する市民達はウランバートル市内の中央郵便局に向かうと大通りにゾリグの像を建立した。立像は政府宮殿の方へ仕事に歩いていく姿を模したものである。ゾリグの命日には毎年、家族や友人、多くの市民が像に顕花を欠かさない。 
1998年10月、ゾリグ暗殺後、短期間のうちにゾリグ財団が創設された。同財団は、NPOとして、民主主義の推進、社会活動、青年活動、自治プログラムなどの活動を行っている。